# Jeff Segal
Jeff Segal (Jeffrey Segal), né le 27 avril 1985 à Philadelphie aux États-Unis, est un pilote automobile américain.

## Carrière
En 2016, toujours avec la Scuderia Corsa, Jeff Segal participe à la Coupe d'Endurance d'Amérique du Nord du championnat WeatherTech SportsCar Championship. Durant la saison, il a comme copilotes Alessandro Balzan, Christina Nielsen et Robert Renauer. Pour l'épreuve d'ouverture de la saison, les 24 Heures de Daytona, au volant d'une Ferrari 458 Italia GT3, il finit à la 6e position. À la suite de cela, l'écurie change de monture et passe à la Ferrari 488 GT3. Ce changement est bénéfique car Jeff Segal, avec ses coéquipiers, remporte alors les 12 Heures de Sebring, les 6 Heures de Watkins Glen, et finit deuxième du Petit Le Mans dans la catégorie GTD. Pour la seconde année consécutive, Jeff Segal participe aux 24 Heures du Mans, toujours avec la Scuderia Corsa. Après la troisième place remportée en 2015, il remporte la victoire de la catégorie LMGTE Am.
En 2017, Jeff Segal s'engage pour l'intégralité du championnat WeatherTech SportsCar Championship avec le Michael Shank Racing au volant d'une Acura NSX GT3. Il a comme copilotes Oswaldo Negri Jr., Tom Dyer et Ryan Hunter-Reay,,. Bien que la fiabilité de la voiture permet de finir toutes les épreuves du championnat, la performance n'est pas au rendez-vous car jamais il n'a pu monter sur le podium.
En 2018, après une saison passée chez le Michael Shank Racing, Jeff Segal revient dans une écurie qu'il connait bien, la Scuderia Corsa. À l'origine, il s'agissait de participer aux 24 Heures de Daytona mais finalement, il a la possibilité de conduire en différentes autres occasions. Du fait du partenariat entre l'écurie anglaise JMW Motorsport et la Scuderia Corsa, il a également la possibilité de participer une nouvelle fois aux 24 Heures du Mans.
En 2019, Jeff Segal commence sa saison par une participation aux 24 Heures de Daytona avec l'écurie AIM Vasser Sullivan. Il a en effet complété l'équipage composé de Townsend Bell, Frank Montecalvo et Aaron Telitz pour l'épreuve de 24 Heures du WeatherTech SportsCar Championship. À la suite de cette participation, et pour la première fois de sa carrière, il s'engage dans le championnat European Le Mans Series avec l'écurie anglaise JMW Motorsport au volant d'une Ferrari 488 GTE Evo. Il a comme copilotes le canadien Wei Lu et l'italien Matteo Cressoni.

## Palmarès

### Résultats aux 24 Heures du Mans
| Année | Equipe         | Coéquipiers                      | Voiture                | Classe | Tours | Pos. | Class Pos. |
| ----- | -------------- | -------------------------------- | ---------------------- | ------ | ----- | ---- | ---------- |
| 2015  | Scuderia Corsa | Townsend Bell Bill Sweedler      | Ferrari 458 Italia GT2 | GTE Am | 330   | 24e  | 3e         |
| 2016  | Scuderia Corsa | Townsend Bell Bill Sweedler      | Ferrari 458 Italia GT2 | GTE Am | 331   | 26e  | 1re        |
| 2018  | JMW Motorsport | Liam Griffin (en) Cooper MacNeil | Ferrari 488 GTE        | GTE Am | 332   | 30e  | 6e         |
| 2019  | JMW Motorsport | Rodrigo Baptista Wei Lu          | Ferrari 488 GTE        | GTE Am | 334   | 32e  | 2e         |

### Résultats en Championnat du monde d'endurance FIA
| Année | Équipe            | Classe   | Voiture                | Moteur                        | 1   | 2   | 3   | 4     | 5        | 6   | 7     | 8     | Position | Points |
| ----- | ----------------- | -------- | ---------------------- | ----------------------------- | --- | --- | --- | ----- | -------- | --- | ----- | ----- | -------- | ------ |
| 2014  | 8Star Motorsports | LMGTE Am | Ferrari 458 Italia GT2 | Ferrari F136 GT 4,5 l V8 Atmo | SIL | SPA | LMS | CdA 5 | FUJ Abd. | SHA |       |       | 13e      | 26     |
| 2014  | AF Corse          | LMGTE Am | Ferrari 458 Italia GT2 | Ferrari F136 GT 4,5 l V8 Atmo |     |     |     |       |          |     | BHR 6 | SÃO 6 | 13e      | 26     |

### WeatherTech SportsCar Championship
| Année | Ecurie                                   | Châssis                | Moteur                        | Classe | 1      | 2     | 3      | 4      | 5     | 6      | 7      | 8     | 9      | 10     | 11     | 12     | Position | Points |
| ----- | ---------------------------------------- | ---------------------- | ----------------------------- | ------ | ------ | ----- | ------ | ------ | ----- | ------ | ------ | ----- | ------ | ------ | ------ | ------ | -------- | ------ |
| 2014  | Level 5 Motorsports                      | Ferrari 458 Italia GT3 | Ferrari F136 GT 4,5 l V8 Atmo | GTD    | DAY 1  |       |        |        |       |        |        |       |        |        |        |        | 51e      | 37     |
| 2014  | AIM Autosport                            | Ferrari 458 Italia GT3 | Ferrari F136 GT 4,5 l V8 Atmo | GTD    |        | SEB 2 | LGA    | BEL    | WGL   | MOS    | IMS    | ELK   | VIR    | AUS    | ATL    |        | 51e      | 37     |
| 2015  | Scuderia Corsa                           | Ferrari 458 Italia GT3 | Ferrari F136 GT 4,5 l V8 Atmo | GTD    | DAY 6  | SEB   | LBH    | LGA    | WGL   | MOS    | ELK    | VIR   | AUS    | ATL 4  |        |        | 26e      | 55     |
| 2016  | Scuderia Corsa                           | Ferrari 458 Italia GT3 | Ferrari F136 GT 4,5 l V8 Atmo | GTD    | DAY 6  |       |        |        |       |        |        |       |        |        |        |        | 17e      | 96     |
| 2016  | Scuderia Corsa                           | Ferrari 488 GT3        | Ferrari F154CB 3,9 l V8 Turbo | GTD    |        | SEB 1 | LGA    | BEL    | WGL 1 | MOS    | LIM    | ELK   | VIR    | AUS    | ATL 2  |        | 17e      | 96     |
| 2017  | Michael Shank Racing avec Curb Agajanian | Acura NSX GT3          | Acura 3,5 l V6 Turbo          | GTD    | DAY 5  | SEB 8 | LBH 10 | AUS 11 | BEL 5 | WGL 16 | MOS 10 | LIM 9 | ELK 14 | VIR 14 | LGA 10 | ATL 12 | 13e      | 248    |
| 2018  | Scuderia Corsa                           | Ferrari 488 GT3        | Ferrari F154CB 3,9 l V8 Turbo | GTD    | DAY 10 | SEB   | MOH    | BEL 5  | WGL 7 | MOS 8  | LIM    | ELK   | VIR    | LGA    | ATL    |        | 23e      | 94     |
| 2019  | AIM Vasser Sullivan                      | Lexus RC F GT3         | Lexus 2UR-FSE 5,0 l V8 Atmo   | GTD    | DAY 18 |       |        |        |       |        |        |       |        |        |        |        | 16e*     | 32*    |

N.B. *) Saison en cours. Les courses en " gras  'indiquent une pole position, les courses en "italique" indiquent le meilleur tour de course.

### European Le Mans Series
| Année | Ecurie         | Châssis         | Moteur                        | Classe | 1     | 2   | 3   | 4   | 5   | 6   | Position | Points |
| ----- | -------------- | --------------- | ----------------------------- | ------ | ----- | --- | --- | --- | --- | --- | -------- | ------ |
| 2019  | JMW Motorsport | Ferrari 488 GTE | Ferrari F154CB 3,9 l V8 Turbo | LMGTE  | LEC 4 | MON | BAR | SIL | SPA | POR | 4e*      | 12*    |

N.B. * : Saison en cours. Les courses en gras indiquent une pole position, les courses en italique indiquent le meilleur tour de course.